# Nina Zanjani
Nina Zanjani (Iran, 1 september 1981) is een Zweedse actrice.
Zanjani heeft een Zweedse vader en Perzische moeder. Ze werd geboren in Iran en emigreerde als zesjarige met haar familie naar Zweden, waar ze opgroeide in Göteborg. Zanjani studeerde aan de theaterschool van Stockholm. Ze is vooral bekend vanwege haar rol in de televisieserie Wallander, naar de boeken van Henning Mankell, waar ze de rol speelt van politieagente Isabell.
In 2024 ontving Zanjani de Zweedse culturele onderscheiding Litteris et Artibus.

## Filmografie
- 2007 - Se upp för dårarna
- 2008 - Selma (tv-serie)
- 2009 - Wallander: Hämnden
- 2009 - Wallander: Skulden
- 2009 - Wallander: Kuriren
- 2009 - Wallander: Tjuven
- 2009 - Wallander: Cellisten
- 2009 - Wallander: Prästen
- 2009 - Wallander: Läckan
- 2009 - Wallander: Skytten
- 2010 - Wallander: Dödsängeln
- 2010 - Wallander: Vålnaden
- 2010 - Wallander: Arvet
- 2010 - Wallander: Indrivaren
- 2010 - Farsan (komedie)
- 2013 - Hotell
- 2013 - Barna Hedenhös uppfinner julen
- 2016 - Maria Wern
- 2020 - Agent Hamilton

- Gemeinsame Normdatei: 1034497804
- International Standard Name Identifier: 0000 0001 1837 3399
- Library of Congress Control Number: no2011046034
- Virtual International Authority File: 169457312
- WorldCat: E39PBJkxKy4vmxfDrrcgM7CCwC